# أ. لي بنتلي الثالث
أ. لي بنتلي الثالث (بالإنجليزية: A. Lee Bentley, III) هو محامي أمريكي، ولد في 1959 في توسكالوسا في الولايات المتحدة.